# اف ام ای آی.ای ایی.۲۷ پولکی-۱
آی. ای. ایی ۲۷ پولکی-۱ ((به اسپانیایی: I.Ae. 27 Pulqui I)) یک هواپیمای جت ساخت آرژانتین بود که درمؤسسه ایروتکنیک ((به اسپانیایی: Instituto Aerotecnico)) در سال ۱۹۴۶ طراحی شد. فقط یک نمونه اولیه تکمیل شد. عملکرد نامطلوب باعث شد که هواپیما با طراحی بعدی جایگزین شود.

## طراحی و توسعه

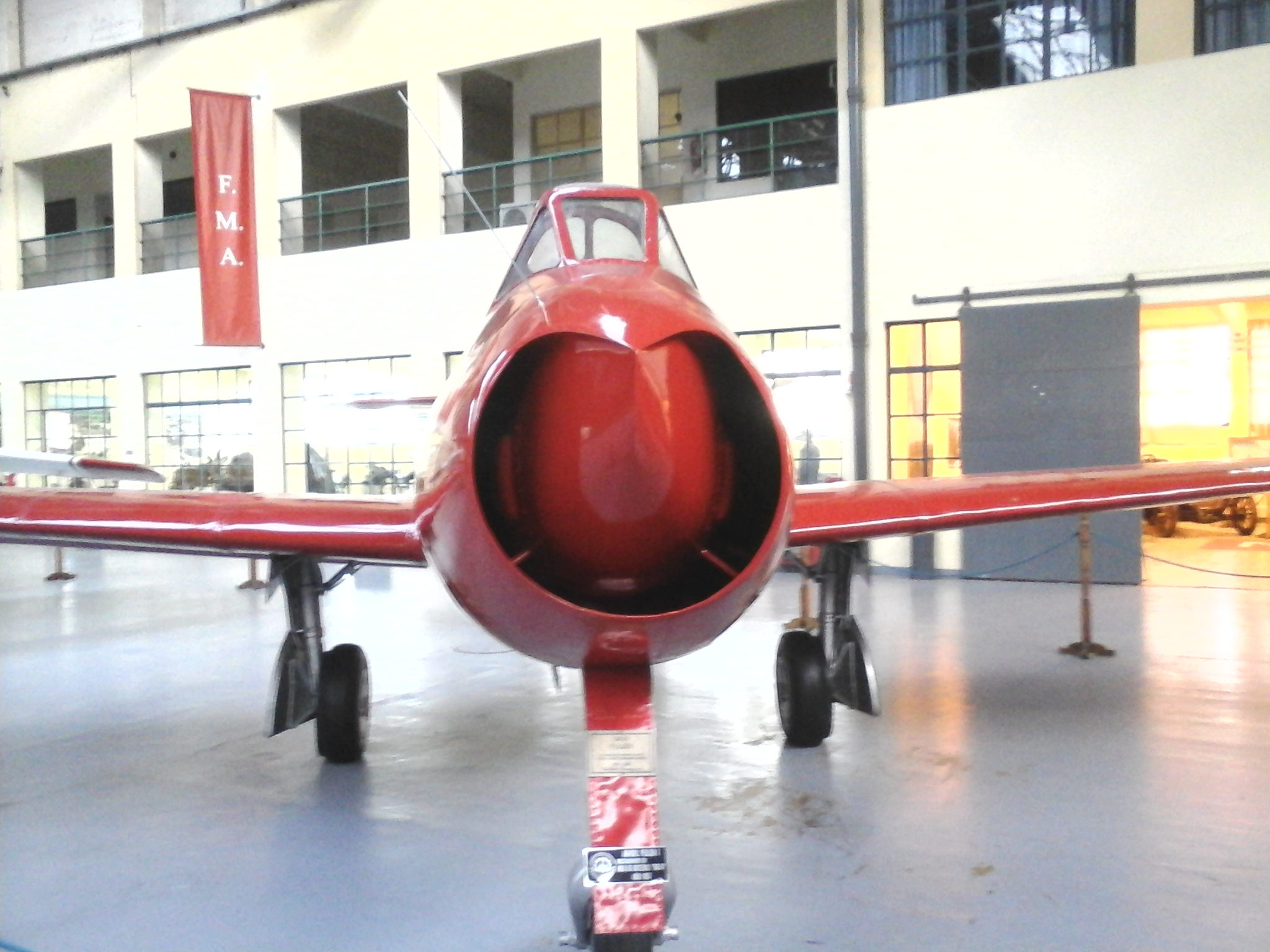
نمای جلویی پولکی-۱

این طرح توسط تیمی به رهبری مهندس فرانسوی امیل دوواتین، که شامل مهندسان خوان ایگناسیو سان مارتین ((به اسپانیایی: Juan Ignacio San Martín))، انریکه کاردِیها ((به اسپانیایی: Enrique Cardeilhac))و چزاره پالاویچینو بود، طراحی شده و خلق شد.
بدنه این هواپیما آن نیمه مونوکوکی با مقطع بیضوی شکل بود که شامل یک موتور رولز-رویس درونت ۵ با ورودی هوا در دماغه و مجرای اطراف اتاقک خلبان بود. برای کاهش حجم داخلی بدنه، مخازن سوخت اجباراً در بال‌ها نصب شدند که منجر به، کاهش قابل توجه بُرد هواپیما شد.

## تاریخچه کاربردی

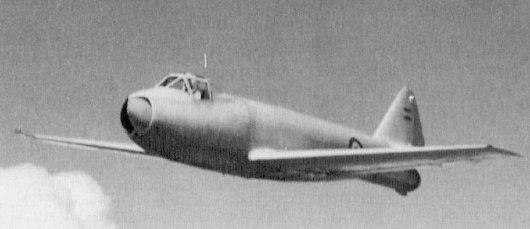
نمونه اولیه پولکی-۱ در حال پرواز در حدود سال ۱۹۵۱

نمونه اولیه او در ۹ اوت ۱۹۴۷ توسط خلبان آزمایشی شماره ۱، ستوان اوسوالدو وایس به پرواز درآمد. تاریخچه این هواپیما مختصر و محدود به آزمایش و ارزیابی تنها نمونه اولیه از آن بود، زیرا عملکرد آن رضایت بخش تلقی نشده و در این بین مطالعات برای اف ام ای آی ای ایی ۳۳ پولکی-۲ که پیشرفته تر بود، آغاز گردیده و توسعه یافت. با این وجود، نقش این هواپیما در تاریخ هوانوردی بسیار قابل توجه است زیرا اولین هواپیمای جت توسعه یافته و ساخته شده در آرژانتین و آمریکای لاتین بود.

## کاربران
آرژانتین
- نیروی هوایی آرژانتین

## هواپیماهای به نمایش گذاشته شده

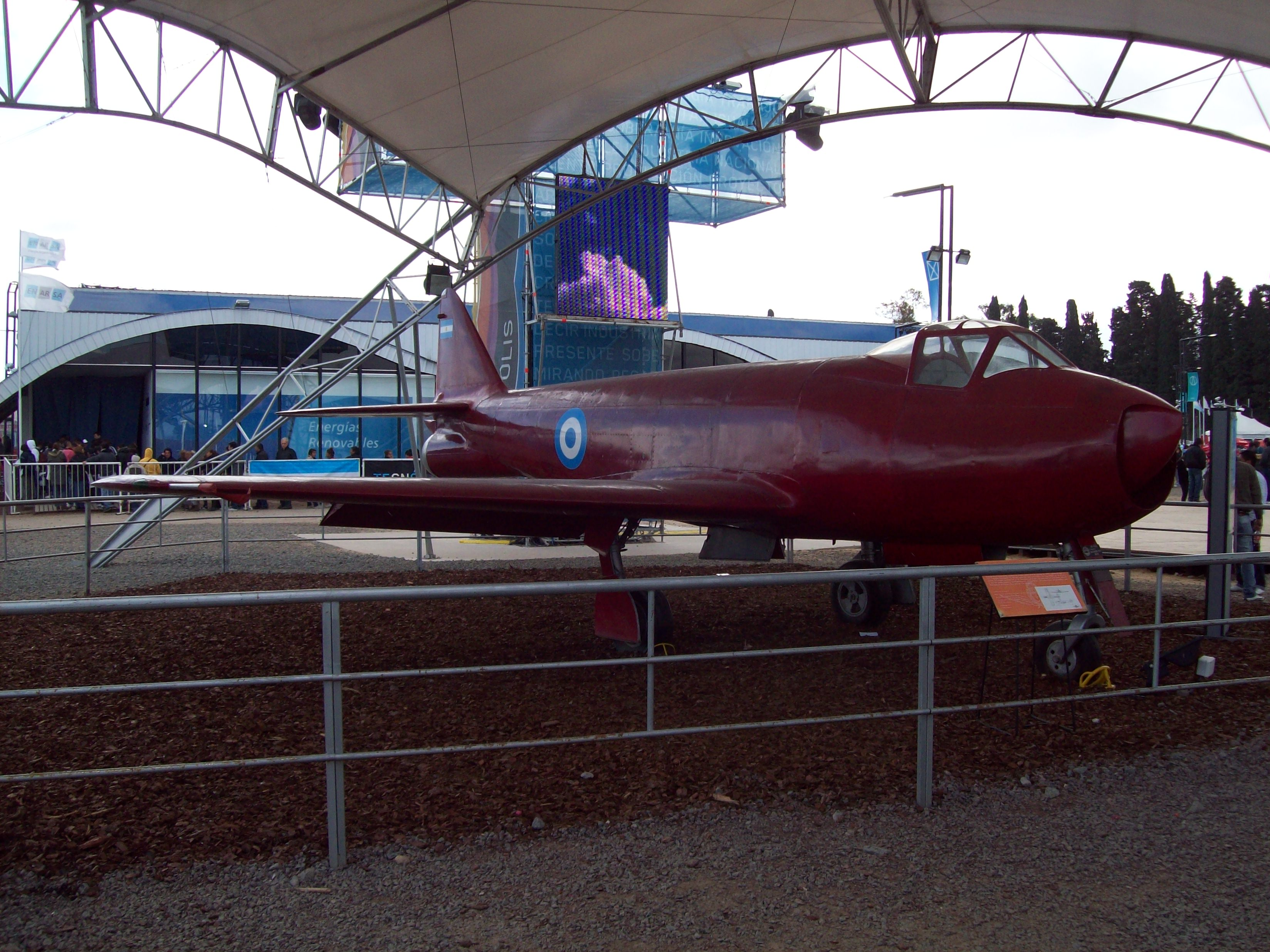
FMA I.Ae. 27 Pulqui I on display at Technopolis

نمونه اولیه بازسازی شده در حال حاضر در موزه ملی هوانوردی آرژانتین نیروی هوایی آرژانتین در مورون - بوئنوس آیرس، آرژانتین به نمایش گذاشته شده است.

## مشخصات
ویژگی‌های عمومی
- خدمه: یک
- طول: ۹٫۶۹ متر (۳۱ فوت ۹ اینچ)
- پهنای بال: ۱۱٫۲۵ متر (۳۶ فوت ۱۱ اینچ) (انتهای بالهای گرد در طراحی‌های اولیه) یا ۱۰٫۵۰ متر (۳۴ فوت) (انتهای چهارگوش د در نمونه نهایی)
- ارتفاع: ۳٫۳۹ متر (۱۱ فوت ۱ اینچ)
- مساحت بال‌ها: ۱۹٫۷ متر مربع (۲۱۲ فوت مربع)
- وزن خالی: ۲٬۳۵۸ کیلوگرم (۵٬۱۹۹ پوند)
- بیشترین وزن برخاست: ۳٬۶۰۰ کیلوگرم (۷٬۹۳۷ پوند)
- پیشرانه: ۱ عدد توربوجت با کمپرسور گریز از مرکز رولز-رویس درونت-۵, ۱۶ کیلونیوتن (۳٬۶۰۰ پوند-نیرو) thrust

عملکرد
- حداکثر سرعت: ۷۲۰ کیلومتر بر ساعت (۴۵۰ مایل بر ساعت، ۳۹۰ گره)
- بُرد: ۹۰۰ کیلومتر (۵۶۰ مایل، ۴۹۰ مایل دریایی)
- حداکثر ارتفاع: ۱۵٬۵۰۰ متر (۵۰٬۹۰۰ فوت)

تسلیحات

- ۴ قبضه توپ ۲۰ میلی‌متری + جایگاهای حمل تسلیحات در زیر بالها برای بمب‌ها و راکت‌ها (پیشنهادی، در نمونه اولیه جایگذاری نشده بود)

## Further reading
- Burzaco, Ricardo. Las Alas de Perón (Wings of Perón) (به اسپانیایی). Buenos Aires: Artes Gráficas Morello, 1995. شابک ‎۹۸۷−۹۵۶۶۶−۰−۲.
- Benedetto, Fernando (2012).  Núñez Padin, Jorge Felix (ed.). I.Ae-27 Pulqui I & I.A. -33 Pulqui II. Serie Fuerza Aérea (به اسپانیایی). Vol. 22. Bahía Blanca, Argentina: Fuerzas Aeronavales. ISBN 978-987-1682-18-8.